# Надпись из Телага Бату

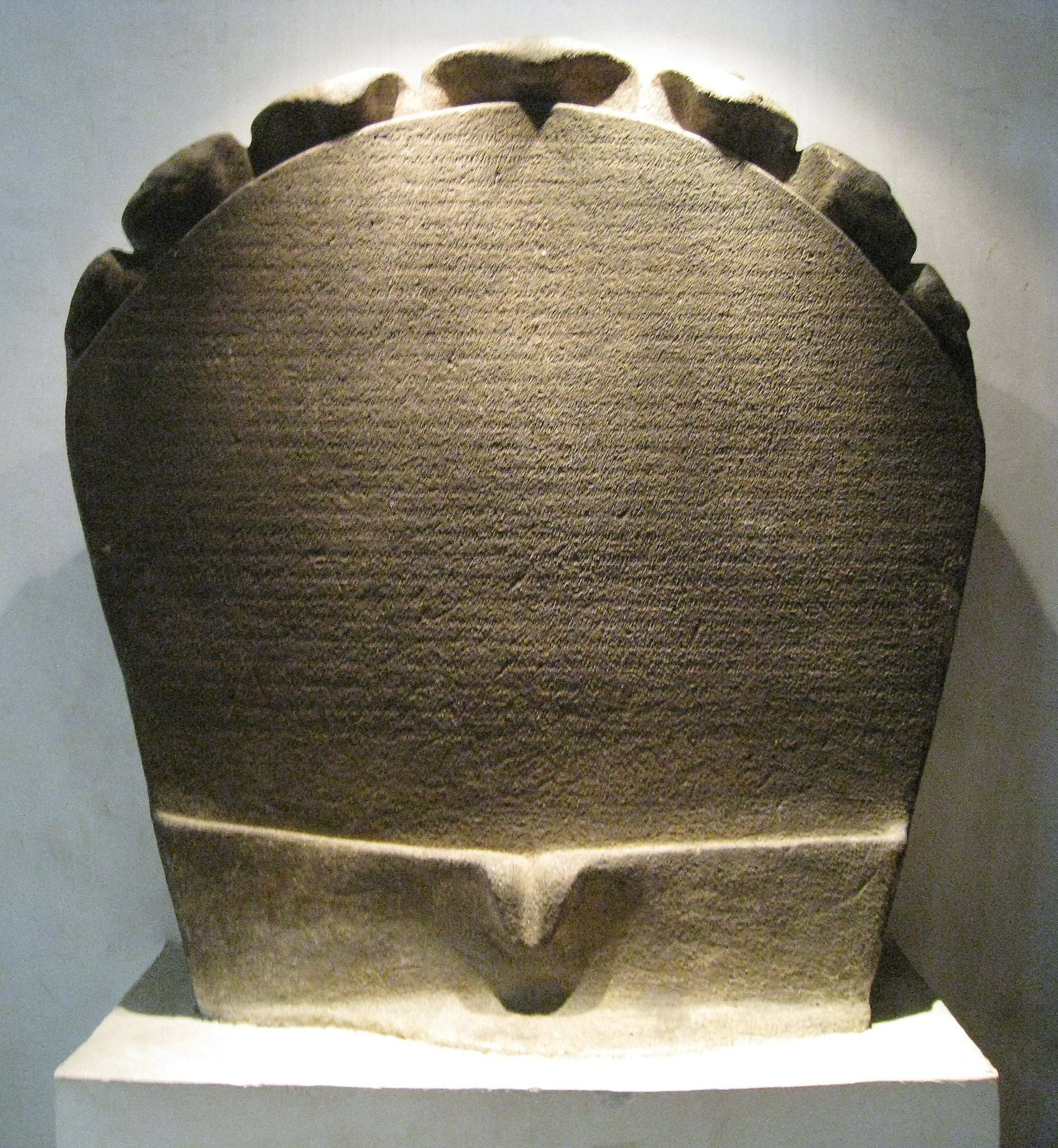
Надпись Телага Бату, Национальный музей Индонезии

Надпись Сабокингкинг или Надпись из Телага Бату II — надпись на камне VII века, относящаяся к государству Шривиджая, обнаруженная в Сабокингкинг, Палембанг, Южная Суматра, Индонезия, в 1950-х годах. Экспонируется в Национальном музее Индонезии, Джакарта, под инвентарным номером D.155. В предыдущие годы около 30 надписей Сиддхайатры были обнаружены в Южной Суматре, и все они касались путешествия Сиддхайатры, которое, согласно надписи из Кедукан Букит, произошло около 605 года эры Шака (683 год). Сегодня все эти надписи Сиддхайатры хранятся в Национальном музее Индонезии. 
Надпись высечена на андезитовом камне 118 см высотой и 148 см шириной. Верхняя часть камня украшена семью головами нагов, а в нижней части есть носик для воды, которая, вероятно, лилась на камень во время церемониального ритуала верности. Надпись сделана паллавскими буквами на старомалайском языке.

## Содержание
Текстовое содержание надписи довольно длинное и выстроено в несколько строк. Однако многие фрагменты размыты и их трудно прочитать, вероятно, из-за использования камня во время ритуала верности, описанного в надписи. Ритуал, скорее всего, выполнялся путем обливания текста водой, которая собиралась в нижней части камня, и выливалась через носик для потребления людьми, которые клялись в верности царю. Некоторые строки надписи еще можно прочитать. Содержание надписи из Телага Бату с третьего по пятый ряд выглядит следующим образом:

### Оригинальный текст
Вводная формула на неизвестном языке, строки 1–3: // titaṃ hamwan wari avai kandra . kāyet nipaihumpa . an umuha ulu lawan tandrun luaḥ makamatai tandrun
luaḥ an hakairu muaḥ kāyet nihumpa unai tuṇai . umenteṃ bhakti ni ulun haraki . unai tuṇai //.
Строки 3–5: Kāmu wañak=māmu rājaputra proṣṭāra bhūpati senapati nāyaka pratyaya hājipratyaya daṇḍanāyaka … mūrddhaka tuhā an watak=wuruḥ addhyākṣī nījawarṇa1 wāṣīkaraṇa kumārāmātya cātabhaṭa adhikaraṇa karmma … kāyastha sthāpaka puhāwaṃ waṇiyāga pratisāra dā …kāmu marsī hāji hulun=hāji wañak=māmu uraṃ niwunuḥ sumpaḥ.
Строки 5–6: kadāci kāmu tīda bhakti dy=āku niwunuḥ kāmu sumpaḥ tuwi mulaṃ kadāci kāmu drohaka waṅun luwī yaṃ marwuddhi lawan śatruṅku . athawā larīya ka dātu paracakṣu lai niwinuḥ kāmu sumpaḥ.
Строка 19: tālu muaḥ kāmu dṅan anakmāmu winimāmu santānāmāmu gotramāmu mitramāmu.
Строки 25—26: kadāci kāmu bhakti tattwārjjāwa diy=āku . tīda marwuat kāmu doṣa ini tantramāla pamwalyaṅku… śānti muaḥ kawuatanāña yam sumpaḥ niminumāmu ini.
Строка 28: wulan āṣādha…. 

### Перевод
Строки 3–5: «Все вы, сколько вас ни есть, дети царей, вожди, военачальники, наяки, пратьяя, наперсники царя, судьи…, [4] мурдхака, бригадиры, надзиратели за низшими кастами, ножовщики, кумараматьи, чатабхата, адхикарана… писцы, ваятели, корабельные капитаны, купцы, командиры… и вы, соотечественники царя и рабы царя, – все вы, люди, будете убиты этой клятвой».
Строки 5–6: «Если вы не будете преданы мне, вы будете убиты этим проклятьем/клятвой. Если вы будете поступать как предатели / изменники, составляя заговоры с теми, кто связан с моими врагами, или если вы [6] перейдете к dātu, шпионящим для врага, вы будете убиты клятвой».
Строка 19: «Вы будете наказаны с вашими детьми, вашими женами, вашим потомством, вашими родами/кланами и вашими друзьями».
Строки 25—26: «Если вы покорны, верны (и) честны со мной и не совершаете этих преступлений, незапятнанная/чистая тантра будет моей наградой… Да будут благословенны ваши деяния этой клятвой, которая пьется вами!».
Строка 28: «...месяц ашадха…» .

## Интерпретация
Текст надписи довольно длинный, однако содержит в основном проклятия на всех, кто может совершить или уже совершили измену против царя (dātu) Шривиджаи или ослушался его приказания. Согласно Каспарису, люди, упомянутые в этой надписи, были отнесены к категории потенциально опасных людей или групп людей, которые могут восстать против царя Шривиджаи. Чтобы предотвратить возможные восстания, царь требовал от них клятвы верности под угрозой проклятия.
Упоминаются следующие профессии и должности: раджапутра (князья, букв. сыновья царя), простара (министры), бхупати (региональные правители), сенапати (генералы), наяка (лидеры местных общин), пратья (знать), хаджи пратьяя (малые цари), данданаяка (судьи), туха ан ватак (рабочие инспекторы), вурух (рабочие), аддхьякси ниджаварна (низшие руководители), васикарана (кузнецы/оружейные мастера ), кумараматья (младший служитель) , катабхата (солдаты), адхикарана (чиновники), кайастха (муниципальные служащие), стхапака (ремесленники), пухавам (шкиперы), ванияга (торговцы), пратисара (капитаны кораблей), марси хаджи (слуги царя), хулун хаджи (рабы царя).
Надпись содержит один из самых полных сохранившихся списков государственных служащих. Из-за сложных и многоуровневых титулов государственных чиновников некоторые историки предположили, что эти титулы существовали только в столице царства, настаивая на том, что престол Шривиджаи должен быть расположен в Палембанге. Тем не менее, Соэкмоно предположил, что эта надпись не могла находиться в центре дворца, потому что она содержит проклятия для любого, кто совершил измену против царя (kadatuan), и предложил, чтобы столица Шривиджаи была расположен в Минанге, как упоминалось в надписи Кедукан Букит, предположительно в районе Канди Муара Такус.